# Адміністративний поділ Німеччини
Адміністративно-територіальний поділ ФРН

## Порядок
1. Федерація (Bund)
2. Земля (Land) — адміністративно-територіальна одиниця вищої інстанції
3. Державні інстанції середнього рівня:
Управлінський округ (Regierungsbezirk) — тільки в Баварія, Баден-Вюртемберг, Гессен, Північний Рейн-Вестфалія;
Дирекція (Direktion) — тільки в Рейнланд-Пфальц;
Земельна крайова управа (Landesverwaltungsamt) — тільки в Саксонія-Ангальт і Тюрингія;
Крайова управа
4. Державні інстанції нижчого рівня:
Ландрат
Обер-бургомістр — голова влади нижчної інстанції.
5. Вищі місцеві інстанції:
Земельний союз (Landschaftsverband) — тільки в Північний Рейн-Вестфалія;
Округ (Bezirk)  — тільки в Баварія;
Окружний союз (Bezirksverband Pfalz) — тільки в Рейнланд-Пфальц
6. Повітовий/Районний рівень
Земельний повіт/район (Landkreis)

 Баден-Вюртемберг
 Баварія
 Бранденбург
 Гессен
 Мекленбург-Передня Померанія
 Нижня Саксонія
 Рейнланд-Пфальц
 Саарланд
 Саксонія-Ангальт
 Саксонія
 Тюрингія
1. Повіт/район (Kreis) —  Північний Рейн-Вестфалія,  Шлезвіг-Гольштейн;
Незалежне місто (Kreisfreie Stadt) —  Баварія,  Бранденбург,  Бремен,  Гессен,  Мекленбург-Передня Померанія,  Нижня Саксонія,  Північний Рейн-Вестфалія,  Рейнланд-Пфальц,  Шлезвіг-Гольштейн,  Саксонія-Ангальт,  Саксонія,  Тюрингія;
Міський район (Stadtkreis) — тільки в  Баден-Вюртемберг;
Міська громада (Stadtgemeinde) —  Бремен;
Район Ганновера (Region Hannover) —  Нижня Саксонія;
Районний союз Саарбрюкена (Regionalverband Saarbrücken) —  Саарланд;
Міський район Аахена (Städteregion Aachen) —  Північний Рейн-Вестфалія;
2. Субрайонний рівень (об'єднання громад):
Адміністративні спільноти (Verwaltungsgemeinschaft) —  Баварія;
Управління (Amt) — тільки в  Бранденбург,  Мекленбург-Передня Померанія,  Шлезвіг-Гольштейн;
Комунальний союз (Gemeindeverwaltungsverband) —  Баден-Вюртемберг,  Гессен;
Спілка (Samtgemeinde) —  Нижня Саксонія;
Союз (Verbandsgemeinde) —  Рейнланд-Пфальц,  Саксонія-Ангальт;
Адміністрація (Vereinbarte Verwaltungsgemeinschaft) —  Баден-Вюртемберг;
Адміністративний союз (Verwaltungsverband) —  Саксонія;
3. Муніципальний рівень:
Громада (Gemeinde)
Місто (Stadt)
Ярмарок (Markt)
Міська громада (Stadtgemeinde) — тільки в  Бремен;
Земля (Land) —  Берлін;
Вільне і ганзейське місто (Freie und Hansestadt) —  Гамбург.
4. Субмуніціпальний рівень:
Район (Bezirk) —  Берлін,  Гамбург;
Місцевий район (Ortsbezirk) —  Гессен,  Рейнланд-Пфальц.